# Новинки (Устюженский район)
Новинки — деревня в Устюженском районе Вологодской области.
Входит в состав Устюженского сельского поселения, с точки зрения административно-территориального деления — в Устюженский сельсовет.
Расстояние по автодороге до районного центра Устюжны — 12 км. Ближайшие населённые пункты — Брилино, Высотино, Шилово.
Население по данным переписи 2002 года — 4 человека.
В деревне Новинка располагалась ныне утраченная деревянная Никольская церковь 1700 года — памятник архитектуры федерального значения, поставленный на охрану постановлением Совета Министров РСФСР № 624 от 04.12.1974. Церковь входит в комплекс усадьба К. Н. Батюшкова в селе Даниловское.